# Libero Tubino
Libero Tubino (Torino, 22 maggio 1925 – Gassino Torinese, 23 settembre 1943) è stato un antifascista italiano, tra i primi martiri della Guerra di liberazione nazionale.

## Biografia
Studente di appena diciotto anni, Tubino fu ucciso sulle colline della collina torinese vicino a Gassino dove combatteva al fianco dei primi gruppi di partigiani. Prima di lasciare San Raffaele Cimena (TO) allora località del Comune di Gassino Torinese (TO) dove abitava con la famiglia, Tubino aveva ideato e scritto un programma politico da lui definito “Universalista”.
Esso aveva per obiettivo un'associazione fra studenti che raccogliesse tutte le forze giovanili per un'Italia repubblicana, inserita in una federazione europea, primo gradino per un'unione universale degli stati. Così si esprimeva nel programma: “Il mondo è stanco delle guerre, il mondo vuole la pace, troppo è il dolore che ci circonda. La Rivoluzione che noi abbiamo iniziato deve porsi delle precise mete da conseguire; dobbiamo creare una Repubblica Italiana che farà il punto per il quale arriveremo ad una Confederazione Europea, possibilmente mondiale. Compagni di tutto il mondo, Uomini e Donne di tutti i Paesi, di tutte le razze, abolite i confini! Posate le armi, tornate alle vostre case! La pace non può, non deve essere fuori di voi. Creature dei cinque Continenti unitevi! L'esperienza di 3.000 anni ci insegna che i vinti e vincitori sono schiavi del dolore e della miseria. A che pro la guerra?”

## Omaggi
- A Torino il Movimento Universalistico Italiano ha fatto apporre una lapide a ricordo di Libero Tubino in via Santa Teresa, sul luogo dove sorgeva l'abitazione dello studente[2].

- A Gassino Torinese gli è stata dedicata una via, insieme a una lapide commemorativa[3].